# مارينا ديزون
مارينا ديزون هي ثورية فلبينية، ولدت في 18 يوليو 1875 في توندو ‏ في الفلبين، وتوفيت في 25 أكتوبر 1950 في كالوكان في الفلبين.